# Vasile Cristea
Vasile Cristea (n. 24 februarie 1906, Șomoștelnic, Comitatul Târnava-Mică – d. 17 ianuarie 2000, Roma) a fost un episcop român unit, care a îndeplinit între anii 1960-1987 funcția de episcop pentru românii greco-catolici din diaspora.

## Preot român în Italia
Vasile Cristea s-a născut la data de 24 februarie 1906 în comuna Șomoștelnic (astăzi în județul Mureș). A absolvit Liceul „Sfântul Vasile cel Mare” din Blaj, apoi a intrat la Academia Teologică din același oraș. A fost hirotonit ca preot greco-catolic la 27 martie 1932 pentru Ordinul Augustinienilor Asumpționiști (A.A.).
Atras de viața călugărească, în toamna aceluiași an începe noviciatul intrând în Congregația Augustinienilor Asumpționiști. A depus voturile perpetue la 17 octombrie 1933. În anul 1946 a fost numit rector al Colegiului „Pio Romeno” din Roma.
Din fișa biografică pe care SSI-ul i-a întocmit-o la 20 octombrie 1947 se pot întrezări circumstanțele în care Vasile Cristea a reușit să părăsească România: „Pe data de 1 octombrie 1946, autoritatea ecleziastică l-a numit rector al seminarului românesc „Pio Romeno” din Roma, însă, ulterior, nefăcându-i-se formele de plecare în Italia, pr. Cristea Vasile a cerut înapoi dosarul cu actele sale. Cu această ocazie, Cristea Vasile a declarat pr. Ioan Liviu Leluțiu că va pleca totuși împreună cu nunțiul Andrea Cassulo, cu pașaport diplomatic, în calitate de secretar, aceasta ca pretext spre a putea pleca la Roma mai ușor, ceea ce dovedește interesul ce-l au catolicii de a-l trimite în Italia.
Din alte informări ale SSI rezultă că, la 2 ianuarie 1948, atât Vasile Cristea, cât și Aloisie Tăutu, clerici greco-catolici aflați la Roma, au refuzat să depună jurământul față de Republica Populară Română (RPR), deși au fost invitați în mod expres de către Bazil Șerban, însărcinatul cu afaceri al României. Din acel moment au fost considerați „trădători”.
În perioada 1947-1950 preotul Vasile Cristea a îndeplinit funcția de rector al Colegiului Pio Romeno din Roma. Imediat după interzicerea Bisericii Române Unite, în condițiile în care pierduse practic legăturile cu comunitatea greco-catolică din România, Sfântul Scaun a trecut la organizarea clerului unit rămas în exil.

## Episcop pentru greco-catolicii români din diaspora
La 2 iulie 1960 a fost numit oficial al Curiei Romane și a primit treapta de episcop titular de Lebedus. A fost consacrat la Roma ca episcop titular de Lebedus la 8 septembrie 1960, pentru românii greco-catolici din exil.
Numit ca episcop pentru credincioșii greco-catolici români din diaspora, Vasile Cristea, care și-a avut tot timpul reședința la Vatican, a avut în grijă misiunile greco-catolice românești de la Paris, München, Madrid și din alte părți ale Europei. În această calitate, s-a remarcat prin vizitele arhierești efectuate în Franța, Germania, Anglia sau SUA, printre comunitățile românilor uniți de acolo.
Pentru credincioșii greco-catolici români care nu puteau asculta în nici un fel duminica sau în sărbători o liturghie catolică, li s-a recomandat să asculte Liturghia în limba română transmisă de postul de Radio Vatican, în cadrul căreia se rostea fie o omilie, fie o predică tematică instructivă. Această liturghie a fost mult timp onorată de prezența ierarhilor români uniți din emigrație, episcopul Vasile Cristea și arhiepiscopul Traian Crișan.
În anul 1967, privind retrospectiv, Patriarhul Justinian a evocat motivele principale ale refuzului Bisericii Ortodoxe Române de a trimite observatori la Conciliul Vatican II: „organizarea de expoziții defăimătoare la adresa Bisericii și statului român” și „hirotonirea unui cleric fugar din țară, Vasile Cristea, ca episcop unit...”. Expoziția cu pricina, intitulată „Biserica martiră”, a fost organizată de iezuitul Chianella cu ocazia Conciliului Vatican II, fiind dedicată suferințelor îndurate de Biserica din Europa răsăriteană. Aceeași manifestare a fost calificată de autoritățile comuniste drept „activitate dușmănoasă” a Vaticanului, o probă că Roma papală nu renunțase cu adevărat la „propaganda calomnioasă” nici măcar atunci când îmbrățișase ecumenismul.
Episcopul Vasile Cristea a participat la consacrarea episcopală a lui Miroslav Stefan Marusyn (episcop titular de Cadi, oficial al Curiei Romane) la 28 iulie 1974 și a lui Anárghyros Printesis (episcop titular de Gratianopolis și al credincioșilor catolici de rit bizantin din Grecia) la 6 august 1975.
În anul 1966 l-a sfințit preot pe Nathaniel Popp, devenit mai târziu episcop al Bisericii Ortodoxe Române din America.
S-a retras la 10 octombrie 1987 din demnitatea de oficial al Curiei Romane, continuând însă să trăiască la Roma. Episcopul Vasile Cristea a trecut la cele veșnice la 17 ianuarie 2000, la vârsta de aproape 94 ani. Este înmormântat în Cimitirul "Campo Verano" al Colegiului Pontifical „Pio Romeno” din Roma, unde sunt înmormântați de asemenea arhiepiscopul Traian Crișan și monseniorul Aloisie Ludovic Tăutu.